# Ferdinand Schumacher
Ferdinand Schumacher, (1822-1908), também conhecido como "O Rei da aveia", era um imigrante alemão que vivia nos Estados Unidos, Tornou-se lá um empresário americano e um dos fundadores da German Mills American Oatmeal Company  empresa que fundiu-se com a Quaker Mill Company  criando assim a Quaker Oats Company. 